# Gazaria (Bangladesh)
Gazaria è un sottodistretto (upazila) del Bangladesh situato nel distretto di Munshiganj, divisione di Dacca. Si estende su una superficie di 130,92 km² e conta una popolazione di 128.368 abitanti (dato censimento 1991).